# Jāmadoba
Jāmadoba är en ort i Indien.   Den ligger i distriktet Dhanbad och delstaten Jharkhand, i den östra delen av landet, 1 100 km sydost om huvudstaden New Delhi. Jāmadoba ligger 179 meter över havet och antalet invånare är 34 774.
Terrängen runt Jāmadoba är platt, och sluttar söderut. Runt Jāmadoba är det mycket tätbefolkat, med 2 181 invånare per kvadratkilometer. Närmaste större samhälle är Dhanbad, 10,4 km norr om Jāmadoba. Trakten runt Jāmadoba består till största delen av jordbruksmark.